# Over Dråby Strand
Over Dråby Strand er en strand og en sommerhusby i Nordsjælland med 444 indbyggere  (2024). Over Dråby Strand er beliggende ved Isefjord i Dråby Sogn på Hornsherred fire kilometer sydvest for Jægerspris og otte kilometer vest for Frederikssund. Byen tilhører Frederikssund Kommune og er beliggende i Region Hovedstaden.